# Moondawn
Moondawn è un album in studio del compositore tedesco Klaus Schulze, pubblicato nel 1976.
In questo album, per movimentare le sue composizioni, Schulze ha aggiunto al suo entourage il percussionista Harald Grosskopf, musicista con il quale iniziò una lunga collaborazione. La sua presenza ritmica si fa sentire nella prima suite, Floating, laddove Schulze si avvale anche del sequencer, lo strumento che venne largamente adoperato dal musicista lungo la sua carriera. Mindphaser presenta una prima parte statica della durata di dodici minuti, mentre la seconda è caratterizzata da una linea melodica più vivace.
Venne ristampato con l'aggiunta di una traccia bonus.

## Tracce
Tutte le tracce sono state composte da Klaus Schulze.
1. Floating – 27:15
2. Mindphaser – 25:22
3. Floating Sequence (bonus track) – 21:11

## Formazione
- Klaus Schulze - strumentazione elettronica
- Harald Grosskopf - batteria